# الجماعة الإسلامية المغربية المقاتلة
الجماعة الإسلامية المغربية المقاتلة أو الجماعة الإسلامية المجاهدة جماعة إسلامية تتبنى الفكر «السلفي الجهادي»، ترتبط بتنظيم القاعدة.
تأسست في أفغانستان أيام حكم طالبان، وضمّت في صفوفها مغاربة من أبناء الجالية المغربية في الخارج، من بينهم من يحملون جنسيات أجنبية. وقد شككت عدد من الروايات في حقيقة وجودها.
تم ربط الجماعة وأعضائها بهجمات إرهابية كبيرة، بما في ذلك تفجيرات الدار البيضاء 2003 التي أودت بحياة 33 شخصًا وأُصيب خلالها أكثر من 100، وتفجيرات مدريد 2004 التي أودت بحياة 191 شخصًا وجُرح أكثر من 2000. يُعتقد أن الحملات التي شُنّت ضد خلايا الجماعة العديدة في أوروبا قد أضعف بشكل كبير من قدراتها.

## النشأة والتأسيس
تأسست الجماعة في التسعينيات من قبل مجندين مغاربة من معسكرات تدريب القاعدة في أفغانستان، وقدامى المحاربين السابقين من الحرب السوفيتية في أفغانستان. فبعدما أقدموا على مبايعة أسامة بن لادن، وانسجاما مع الاستراتيجية الجديدة لتنظيم القاعدة، التي كانت تروم تأسيس تنظيمات «قطرية» تابعة لتنظيم القاعدة، بادر عدد من المغاربة، الذين تلقوا تدريبات عسكرية في معسكر «الفاروق» في أفغانستان التابع للقاعدة، إلى تأسيس «الجماعة الإسلامية المغربية المقاتلة» على شاكلة «الجماعة الإسلامية الليبية المقاتلة» التي وفرت، في البداية، غطاء تنظيميا للكثير من نشطاء السلفية الجهادية المغربية، وكان الهدف المعلن للجماعة هو إقامة دولة إسلامية في المغرب.  كانت خلية مبكرة تابعة للمجموعة مسؤولة عن قتل سائحين إسبانيين في تفجيرات فندق أسني بمراكش في أغسطس 1994. ويعتبر أحمد رفيقي (أبو حذيفة) الزعيم الأيديولوجي للمجموعة، حيث كان مسؤولاً عن تنظيم المقاتلين المغاربة في أفغانستان.